# 複條刺蝦蛄
複條刺蝦蛄（学名：Acanthosquilla multifasciata）为矮蝦蛄科刺蝦蛄屬下的一个种。